# Sinopharm
Sinopharm est un groupe pharmaceutique chinois fondé en 2003. C'est la plus grande entreprise pharmaceutique en Chine, détenue conjointement par la China National Pharmaceutical Group Corporation et Fosun International. Son chiffre d'affaires en 2013 a atteint les 33,2 milliards de dollars US,.
Ils développent le vaccin BBIBP-CorV, à particules virales inactivées lors de la Pandémie de Covid-19.

## Histoire
Ses actions ont été inscrites à la bourse de Hong Kong en 2009.
En janvier 2021, Sinopharm annonce vouloir vendre sa filiale China Traditional Chinese Medicine, spécialisée dans la médecine traditionnelle, qu'il détient à 32 %.

## Activité
Sinopharm recherche, développe, fabrique, distribue et commercialise des médicaments et d'autres produits de soins de santé. Sinopharm Group gère des usines, des laboratoires de recherche des réseaux de commercialisation et de distribution qui s'étendent dans toute la Chine. L'entreprise chinoise a également dix filiales et un certain nombre de grandes coentreprises. La société gère également une douzaine de chaînes de pharmacies de détail. Sinopharm Group, qui a des activités en Afrique, en France, en Allemagne, à Hong Kong, aux États-Unis et au Viêt Nam, a été formé en 1998.